# Tabi‘un
Les Tābi‘ūn (ou Tābi‘īn) (en arabe : تابِعون, « suivants, successeurs ») sont la génération de musulmans qui viennent après les compagnons (Sahaba) de Mahomet. Ils ont connu certains de ces compagnons, mais pas Mahomet lui-même. Ils ont joué un rôle important dans le développement de l'islam.

## Définition et rôle
Le terme Tābi‘ūn (sing.Tabi‘i ou Tabi‘), désigne un successeur des Sahaba. Ils ont connu certains de ces compagnons, mais pas Mahomet lui-même. 
Ils ont joué un rôle important dans le développement de la pensée islamique, la philosophie, ainsi que la politique des premiers califats mais aussi dans la rédaction des premiers commentaires du Coran ou dans la mise en place de la biographie de Mahomet. Ils ont été les transmetteurs d'informations entre les Compagnons et le monde musulman qui se met alors en place.

## Mise en place du concept
Ils nous sont connus par des ouvrages biographiques, en particulier ceux qui servaient à "établir la fiabilité des transmetteurs de hadiths". Ces ouvrages ont créé des catégories entre les successeurs et les ont hiérarchisés. "Dans le cas des successeurs qui connaissaient un ou plusieurs compagnons, par exemple, la question est s'ils se sont associés à eux ou ont simplement rencontré, et s'ils ont réellement entendu des traditions de ces compagnons, ou les ont simplement transmises sous leur autorité". Les filiations données par ces ouvrages classiques peuvent parfois être corrigées par les recherches épigraphiques.
La création de ce groupe de « successeurs » s'inscrit dans un courant de structuration sociopolitique et illustre les tensions entre les groupes de croyants. « Ce processus débouche sur l'élaboration d'une véritable stratigraphie des croyants qui se traduit par la floraison d'un abondant corpus prosopographique, source de légitimité, sous la forme des tabaqat, à compter du IIIe/IXe siècle au plus tard ».

## Historicité
"Pour la science profane et orientaliste, la plupart, sinon la totalité, de ces informations sont considérées comme une fabrication tardive, et il est utilisé pour comprendre comment, quand et à quelles fins les savants des générations suivant les successeurs ont choisi de participer à la pratique de dépendre et d'élaborer des isnad. Les liens entre les successeurs et les compagnons dans les isnads qui remontent au Prophète sont considérés comme particulièrement problématique".
Pour Shoemaker, "les transmetteurs du Ier siècle de l'Hégire - les "compagnons du Prophète" et leurs "Successeurs" - qui sont mentionnés dans les chaines de traditions les plus anciennes constituent l'un des éléments les plus suspects et artificiels de ce système de légitimation"[via les isnad]. Ainsi, il a été démontré par Goldziher et Schacht qu'un certain nombre des personnalités cités dans les isnad ont été inventés a posteriori à des fins de légitimation. Les prospections épigraphiques récentes n'ont pas permis d'identifier des compagnons mais seulement des descendants de la génération suivante.